# Teoria degli insiemi di Zermelo-Fraenkel
In matematica, e in particolare in logica matematica, la teoria degli insiemi di Zermelo-Fraenkel comprende gli assiomi standard della teoria assiomatica degli insiemi su cui, insieme con l'assioma di scelta, si basa tutta la matematica ordinaria secondo formulazioni moderne. Sono indicati come assiomi Zermelo–Fraenkel della teoria degli insiemi o sistema di assiomi di Zermelo-Fraenkel, e abbreviati con ZF.
Gli assiomi sono il risultato del lavoro di Thoralf Skolem del 1922, basato su lavori precedenti di Abraham Fraenkel nello stesso anno, che si basa sul sistema assiomatico sviluppato da Ernst Zermelo nel 1908 (teoria degli insiemi di Zermelo). 
Il sistema assiomatico è scritto mediante un linguaggio del primo ordine; ha un numero infinito di assiomi poiché viene usato uno schema di assiomi. Un sistema alternativo finito viene dato dagli assiomi di von Neumann-Bernays-Gödel, che aggiungono il concetto di una classe in aggiunta a quello di un insieme; esso è "equivalente" nel senso che qualsiasi teorema riguardo agli insiemi che può essere provato in un sistema può essere provato nell'altro.
Si indica con la sigla ZFC il sistema formale dato dagli assiomi di Zermelo - Fraenkel con l'aggiunta dell'assioma della scelta: data una famiglia non vuota di insiemi non vuoti esiste una funzione che ad ogni insieme della famiglia fa corrispondere un suo elemento. La "C" nella sigla è l'iniziale di choice (scelta in inglese): per lo stesso motivo, l'assioma della scelta viene spesso abbreviato con le lettere AC (la "A" sta per "axiom").

## Linguaggio
Il linguaggio di ZF include:
- simboli per variabili: {\displaystyle x}, {\displaystyle y}, {\displaystyle z}, {\displaystyle x_{1}}, {\displaystyle x_{2}}, {\displaystyle x_{3}}, {\displaystyle x_{4}}, ...
- costanti individuali: {\displaystyle \emptyset }
- simboli per relazioni binarie: {\displaystyle =}, {\displaystyle \in }
- simboli per connettivi logici, quantificatori e parentesi

## Assiomi
Gli assiomi di ZF sono:
- Assioma di estensionalità: Due insiemi sono uguali se e solo se hanno gli stessi elementi.
{\displaystyle \forall A\forall B(A=B\iff \forall C(C\in A\iff C\in B))}

- Assioma dell'insieme vuoto: Esiste un insieme che non contiene alcun elemento.
{\displaystyle \exists A(\forall B(\lnot (B\in A)))}

Indichiamo un tale A con {\displaystyle \emptyset } o con {}.
- Assioma della coppia: Se A e B sono insiemi, allora esiste un insieme contenente A e B come suoi soli elementi.
{\displaystyle \forall A\forall B(\exists C(\forall D(D\in C\iff (D=A\lor D=B))))}

Indichiamo un tale C con {A,B}.
- Assioma dell'insieme somma (o dell'unione): Per ogni insieme A, esiste un insieme B contenente tutti e soli gli elementi degli elementi di A.
{\displaystyle \forall A(\exists B(\forall C(C\in B\iff (\exists D:C\in D\land D\in A))))}

Indichiamo un tale B con {\displaystyle \bigcup A} o con {\displaystyle \bigcup _{x\in A}x}.
- Assioma dell'infinito: Esiste un insieme A tale che {\displaystyle \emptyset } è in A ed ogni qual volta B è in A, (B ∪ {B}) è in A.
{\displaystyle \exists A(\emptyset \in A\land (\forall B(B\in A\implies B\cup \{B\}\in A)))}

Il più piccolo A che soddisfa questo assioma viene solitamente indicato con ω o, in quanto rispettante gli assiomi di Peano, con il simbolo utilizzato solitamente per indicare un generico modello di Peano: {\displaystyle \mathbb {N} }.
- Assioma dell'insieme potenza: Per ogni insieme A esiste un insieme B, tale che gli elementi di B sono esattamente i sottoinsiemi di A.
{\displaystyle \forall A(\exists B(\forall C(C\in B\iff (\forall D(D\in C\implies D\in A)))))}

Indichiamo un tale B, che viene solitamente detto insieme potenza o insieme delle parti di A, con {\displaystyle {\mathcal {P}}(A)}.
- Assioma di regolarità (o Assioma di fondazione): Ogni insieme non-vuoto A contiene alcuni elementi B tali che A ed B sono insiemi disgiunti.
{\displaystyle \forall A(\lnot (A=\emptyset )\implies \exists B(B\in A\land \lnot \exists C(C\in A\land C\in B)))}

- Assioma di separazione (o assioma sottoinsieme): sia P(x) una proprietà. Allora per ogni insieme A esiste un suo sottoinsieme B contenente tutti e soli gli elementi C in A per cui vale P(C).
{\displaystyle \forall A(\exists B(\forall C(C\in B\iff C\in A\land P(C))))}

Un tale insieme viene solitamente indicato con {\displaystyle \{x|x\in A\land P(x)\}}, anche abbreviato in {\displaystyle \{x\in A\;|\;P(x)\}}.
Questo è uno schema assiomatico, in quanto come P possiamo porre una qualsiasi proprietà, e ogni volta che lo facciamo stiamo formalmente creando un nuovo assioma.
- Assioma di rimpiazzamento: sia P(B, C) una proprietà. Se P è un funzionale (ad ogni B corrisponde uno ed un solo C per cui P(B, C) ), allora dato un insieme A esiste un insieme D contenente tutte e sole le immagini di elementi di A secondo P (chiamiamo immagine di B quel C tale che P(B, C) ).
{\displaystyle \forall B(\exists C(P(B,C))\land \forall C\forall C'(P(B,C)\land P(B,C')\implies C=C'))\implies \forall A(\exists D(\forall C(C\in D\iff \exists B(B\in A\land P(B,C)))))}

Anche questo, come il precedente, è uno schema assiomatico.

## Coerenza ed importanza della ZF
Sebbene la maggioranza dei metamatematici creda che questi assiomi siano coerenti (nel senso che da essi non deriva alcuna contraddizione), questo non è dimostrato. Essi sono da molti ritenuti le fondamenta della matematica ordinaria e la loro coerenza non può essere provata dalla matematica ordinaria, come dimostrato da Gödel con il suo celebre secondo teorema di incompletezza.
La coerenza della teoria degli insiemi di Zermelo-Fraenkel può però essere provata assumendo l'esistenza di un cardinale inaccessibile maggiore di {\displaystyle \aleph _{0}}.

## ZF e ZFC
Il tentativo riduzionista dei logici di rifondare tutta la matematica moderna su basi insiemistiche si è scontrato con il fatto che alcuni risultati importanti basilari non sono dimostrabili con i soli assiomi di Zermelo e Fraenkel. È quindi necessario aggiungere l'assioma della scelta, e il nuovo sistema formale che ne risulta viene solitamente chiamato ZFC, dove la "C" sta per "choice" ("scelta").

### Coerenza di ZFC
Nel 1938 Kurt Gödel costruì un modello basato sulla ZF in cui l'assioma della scelta è valido (il modello è noto come Universo degli insiemi costruibili).
In tal modo egli dimostrò che se ZF è coerente, lo è anche ZFC (l'unione degli assiomi della ZF e dell'assioma della scelta).
Basandosi su tale presupposto, e sull'ipotesi, solitamente data per vera, che ZF sia coerente, i logici hanno visto nella ZFC la possibilità di fondare tutta la matematica su basi insiemistiche, dato che l'assioma della scelta si rivela indispensabile per raggiungere tutta una serie di risultati molto importanti (come l'esistenza di una base per un dato spazio vettoriale). Per questo motivo, nonostante tale assioma porti anche a risultati controintuitivi (come l'insieme di Vitali e il paradosso di Banach-Tarski), esso viene solitamente considerato vero.
Si è dovuto aspettare però il 1964 perché Cohen dimostrasse l'indipendenza dell'assioma della scelta dagli assiomi di Zermelo - Fraenkel (ovvero che se ZF è coerente anche ZF{\displaystyle \lnot }C, l'unione degli assiomi della ZF e della negazione dell'assioma della scelta, lo è). In tal modo egli provò che effettivamente ZF e ZFC non sono la stessa cosa: la sua dimostrazione si basa sulla creazione di un modello in cui valgono tutti gli assiomi di ZF e la negazione dell'assioma della scelta.